# La Fiancée du batelier

La Fiancée du batelier est un film muet français réalisé par Louis Feuillade, sorti en 1909.

## Fiche technique
- Réalisation, scénario et producteur : Louis Feuillade
- Société de production : Société des Établissements L. Gaumont
- Pays d'origine :  France
- Format : Noir et blanc — 35 mm — 1,33:1 — Muet
- Dates de sortie : 
  -  France - 1909

## Distribution
- Alice Tissot
- Maurice Vinot
- Renée Carl
- Léonce Perret